# Drobne
Drobne je priimek v Sloveniji, ki ga je po podatkih Statističnega urada Republike Slovenije na dan 1. januarja 2010 uporabljalo 264 oseb in je med vsemi priimki po pogostosti uporabe uvrščen na 1.555. mesto.

## Znani nosilci priimka
- Damjana Drobne (*1965), biologinja, ekotoksikologinja, prof. BF
- Franc Drobne (1931 - 2011), hidrogeolog
- Katica Drobne (*1936), geologinja, mikropaleontologinja
- Nada Drobne Popović (*1975), menedžerka
- Oskar Drobne (*1975), nogometaš
- Samo Drobne (*1964), geodet (FGG)